# مارکو کواچ (بازیکن فوتبال)
مارکو کواچ (انگلیسی: Marko Kovač؛ زادهٔ ۶ ژانویهٔ ۱۹۸۷) بازیکن فوتبال اهل کرواسی است.